# Natsume Inc.
Natsume Inc. é uma desenvolvedora e publicadora de jogos eletrônicos estadunidense, originalmente fundada como uma divisão da Natsume Co., Ltd. Em 1995, ela se separou da empresa e se tornou uma publicadora independente.
A Natsume Inc. é sediada em Burlingame, Califórnia. Ela é mais conhecida por publicar jogos casuais, como a série Harvest Moon e Reel Fishing. Em 2013, a Natsume Inc. fundou uma divisão japonesa chamada Natsume Inc. Japan, sem conexão à Natsume Atari, sua antiga empresa-mãe.

## História
A Natsume Inc. foi originalmente estabelecida como uma divisão americana da Natsume Co., Ltd. em São Francisco, Califórnia, em maio de 1988. Em 2013, a Natsume Inc. abriu um estúdio de desenvolvimento próprio, batizado de Natsume Inc. Japan.
Desde o final da geração do Super Nintendo até o final de 2014, a Natsume Inc. era conhecida por publicar os jogos da série Story of Seasons na América do Norte sob o título de Harvest Moon. O último jogo da série que ela publicou foi Harvest Moon: A New Beginning para Nintendo 3DS. Em 2015, a desenvolvedora da série, Marvelous Inc., lançou o próximo jogo da série, Story of Seasons, na América do Norte através da Xseed Games, sua própria filial, encerrando o relacionamento que tinha com a Natsume. Desde então, a Natsume Inc. lança seus próprios jogos com o nome Harvest Moon, começando com Harvest Moon: The Lost Valley.
A Natsume Inc. também operou uma loja no eBay, vendendo cópias de jogos antigos lacrados em suas embalagens originais, coletadas do armazenamento em seus escritórios. Em um leilão, a empresa vendeu uma cópia lacrada de Pocky & Rocky por mais de 1.600 dólares.